# Eidothea hardeniana
Eidothea hardeniana là một loài thực vật có hoa trong họ Quắn hoa. Loài này được P.H.Weston & Kooyman mô tả khoa học đầu tiên năm 2002.